# Đại học Wyoming
Đại học Wyoming là một trường đại học được cấp đất nằm ở Laramie, Wyoming, nằm trên đồng bằng cao Laramie của Wyoming, ở độ cao 7.200 feet (2.194 m), giữa các dãy núi Laramie và Snowy. Trường được biết đến với tên viết tắt UW (thường được phát âm "U-Dub") đối với những người gần gũi với trường. Trường đại học này được thành lập tháng 3 năm 1886, bốn năm trước khi lãnh thổ được công nhận là tiểu bang thứ 44, và mở cửa vào tháng 9 năm 1887. Đại học Wyoming đặc biệt ở chỗ vị trí của nó trong tiểu bang được viết vào hiến pháp của tiểu bang. Trường này cũng cung cấp giáo dục tiếp cận trong các cộng đồng trên khắp Wyoming và đào tạo trực tuyến.
Đại học Wyoming bao gồm bảy học viện: nông nghiệp và tài nguyên thiên nhiên, nghệ thuật và khoa học, kinh doanh, giáo dục, kỹ thuật và khoa học ứng dụng, khoa học sức khỏe, và pháp luật. Trường cung cấp hơn 190 chương trình đại học, sau đại học và văn bằng bao gồm Tiến sĩ Dược và Juris Doctor.  Trong top 15 phần trăm trường đại học bốn năm của Hoa Kỳ, đại học Wyoming đã được đưa vào nhóm trong 373 trường tốt nhất của Princeton Review năm 2011.